# Іня (округ Левіце)
Іня (словац. Iňa) — село, громада округу Левіце, Нітранський край. Кадастрова площа громади — 5.68 км².
Населення 226 осіб (станом на 31 грудня 2018 року).

## Історія
Іня згадується 1156 року.

## Населення
| Рік:            | 1994. | 2004.    | 2014.   | 2024.    |
| --------------- | ----- | -------- | ------- | -------- |
| Кількість осіб: | 235   | 208      | 204     | 225      |
| Різниця:        |       | -11,48 % | -1,92 % | +10,29 % |

| Рік:            | 2023. | 2024.   |
| --------------- | ----- | ------- |
| Кількість осіб: | 221   | 225     |
| Різниця:        |       | +1,80 % |